# بوريس كوفمان
بوريس كوفمان (بالأوكرانية: Борис Рафаїлович Кауфман)‏ هو مصرفي أوكراني، ولد في 25 نوفمبر 1973 في أوديسا في أوكرانيا.